# Comté de Midland (Michigan)
Pour les articles homonymes, voir Midland et Comté de Midland.
Le comté de Midland (Midland County en anglais) est au centre de la péninsule inférieure de l'État du Michigan. Son siège est à Midland. Selon le recensement de 2020, sa population est de 83 494 habitants. 

## Géographie
Le comté a une superficie de 1 484 km², dont 1 466 km² en surfaces terrestres.

### Comtés adjacents
- Comté de Gladwin (nord)
- Comté de Bay (est)
- Comté d'Isabella (ouest)
- Comté de Saginaw (sud-est)
- Comté de Gratiot (sud-ouest)
- Comté de Clare (nord-ouest)